# Diamaré
 Diamaré  é um departamento da Região Extrêmo Norte (Extreme-Nord) nos Camarões. O departamento tem uma área de 4.665 km² e a partir de 2001 tinha uma população total de 566.921.A capital do departamento está em Maroua.

## Subdivisões
O departamento é dividido administrativamente em 8 comunas e em volta em aldeias.

### Comunas
- Bogo
- Dargala
- Gawaza
- Maroua (urbana)
- Maroua (rural)
- Meri
- Ndoukoula
- Petté